# Afrivoluta pringlei
Afrivoluta pringlei (nomeada, em inglês, Pringle's marginella ou Pringle's margin shell) é uma espécie de molusco gastrópode marinho pertencente à família Marginellidae. Foi classificada por John Read le Brockton Tomlin em 1947; assim denominada no gênero monotípico Afrivoluta, cujo holótipo fora coletado em Algoa Bay, na província do Cabo Oriental, África do Sul (habitando o cabo das Agulhas e suas encostas, de Port Alfred a Jeffreys Bay), onde é endêmica. Sua denominação de espécie homenageia John Adams Pringle, um ex-diretor de museu da região, morto em 2002. Originalmente a espécie fora incluída na família Volutidae e, atualmente, considerada um dos maiores representantes da família Marginellidae, com conchas excedendo os 10 centímetros de comprimento. O molusco é emblema da Conchological Society of Southern Africa.

A espécie A. pringlei tem como habitat as águas sul-africanas, habitando o cabo das Agulhas e suas encostas, de Port Alfred a Jeffreys Bay.

## Descrição da concha e hábitos
Concha fina e leve, possuindo uma espiral moderadamente baixa, porém destacada, e uma protoconcha mamilar, com sua última volta subcilíndrica. Ela apresenta um calo aparente em sua base, próxima à espiral; possuindo uma abertura estreita, onde estão destacadas quatro poderosas pregas columelares, mais abaixo. Sua coloração é castanho-avermelhada, onde aparentam faixas mais pálidas, e seu calo basal é de coloração creme.
É encontrada em águas profundas, dos 100 aos 300 ou 500 metros. Os animais da família Marginellidae são predadores.